# Nati nel 1826
| Questa pagina contiene informazioni ricavate automaticamente dalle voci biografiche con l'ausilio del template Bio e di un bot. L'aggiornamento è periodico e automatico e ricostruisce completamente la pagina. Se manca una persona in questa lista, sei pregato di non aggiungerla, ma accertati piuttosto che la sua voce biografica contenga il template Bio e che i dati anagrafici siano correttamente compilati. Se il template Bio manca, inseriscilo tu stesso o, in alternativa, metti l'avviso {{tmp\|Bio}} che ne segnala la mancanza. Se i dati riportati sono sbagliati, correggi direttamente la voce biografica; le modifiche saranno visibili in questa lista entro pochi giorni. Per chiarimenti vedi il progetto biografie. La lista contiene solo le 367 persone che sono citate nell'enciclopedia e per le quali è stato implementato correttamente il template Bio. Pagina aggiornata al 18 mag 2025. |

## Gennaio(36)
- 1º gennaio - John Aloysius Blake, politico irlandese († 1887)
- 1º gennaio - Giacomo Bracci, patriota e politico italiano († 1906)
- 1º gennaio - Cesare Cutolo, compositore australiano († 1867)
- 1º gennaio - Michele Martino Fardella, patriota e politico italiano († 1876)
- 1º gennaio - Giuseppe Greppi, imprenditore e filantropo italiano († 1913)
- 1º gennaio - Michail Tarielovič Loris-Melikov, politico e generale russo († 1888)
- 2 gennaio - Antonio De Dominicis, politico italiano († 1897)
- 4 gennaio - Giuseppe Buttà, presbitero e scrittore italiano († 1886)
- 5 gennaio - Wilhelm Busch, chirurgo tedesco († 1881)
- 5 gennaio - Teresa Filangieri Fieschi Ravaschieri, filantropa e scrittrice italiana († 1903)
- 5 gennaio - Alfred Vulpian, neurologo e fisiologo francese († 1887)
- 6 gennaio - Adolf Kirchhoff, filologo classico e epigrafista tedesco († 1908)
- 7 gennaio - Sigismondo Leopoldo d'Asburgo-Lorena, nobile († 1891)
- 7 gennaio - John Wodehouse, I conte di Kimberley, nobile e politico inglese († 1902)
- 8 gennaio - Gabriele Dara Junior, poeta e politico italiano († 1885)
- 11 gennaio - Giuseppe Battaglini, matematico italiano († 1894)
- 13 gennaio - Cesare Mariani, pittore italiano († 1901)
- 15 gennaio - Clementine Abel, scrittrice tedesca († 1905)
- 17 gennaio - Pietro Cocchi, pittore italiano († 1846)
- 17 gennaio - Francesco Di Bartolo, pittore e incisore italiano († 1913)
- 17 gennaio - James Noble Tyner, politico statunitense († 1904)
- 21 gennaio - Carlo Baravalle, scrittore italiano († 1900)
- 22 gennaio - Thomas Baring, I conte di Northbrook, politico inglese († 1904)
- 22 gennaio - Giuseppe Locarni, architetto e politico italiano († 1902)
- 22 gennaio - Friedrich Ueberweg, storico della filosofia tedesco († 1871)
- 24 gennaio - Rodrigo Nolli, patriota e politico italiano († 1875)
- 26 gennaio - Julius Adam I, pittore e fotografo tedesco († 1874)
- 26 gennaio - Julia Grant, first lady statunitense († 1902)
- 27 gennaio - Michail Evgrafovič Saltykov-Ščedrin, scrittore e giornalista russo († 1889)
- 27 gennaio - Richard Taylor, politico e generale statunitense († 1879)
- 28 gennaio - Louis Favre, architetto e ingegnere svizzero († 1879)
- 29 gennaio - Luigi La Vista, scrittore e patriota italiano († 1848)
- 30 gennaio - Luigi Avogadro di Quaregna, politico italiano († 1900)
- 30 gennaio - Gustave Lefrançais, politico francese († 1901)
- 30 gennaio - Cristiano Lobbia, militare, politico e ingegnere italiano († 1876)
- 30 gennaio - August de Maere d'Aertrycke, ingegnere e politico belga († 1900)

## Febbraio(32)
- 2 febbraio - Jules Cantini, scultore e filantropo francese († 1916)
- 2 febbraio - Michele Crisafulli Trimarchi, medico italiano († 1903)
- 3 febbraio - Walter Bagehot, giornalista britannico († 1877)
- 4 febbraio - Tullo Massarani, scrittore, artista e politico italiano († 1905)
- 5 febbraio - Émile Léopold Clément, artigiano francese († 1881)
- 5 febbraio - Giuseppe Pace, militare e politico italiano († 1866)
- 6 febbraio - Charles Barbier de Meynard, arabista, iranista e turcologo francese († 1908)
- 7 febbraio - Luigi Bruschetti, vescovo cattolico italiano († 1881)
- 7 febbraio - Michele Ruta, pianista, compositore e critico musicale italiano († 1896)
- 8 febbraio - John A. Logan, generale e politico statunitense († 1886)
- 8 febbraio - Francesco Martire, politico italiano († 1887)
- 8 febbraio - Tancredi Mosti Trotti Estense, politico, militare e patriota italiano († 1903)
- 9 febbraio - Zeffirino Faina, patriota e politico italiano († 1917)
- 10 febbraio - Mariana da Fonseca, filantropa e politica brasiliana († 1905)
- 10 febbraio - Giuseppe Valitutti, militare e politico italiano († 1891)
- 14 febbraio - Giuseppe Briganti Bellini, politico italiano († 1898)
- 15 febbraio - Emmanuel Liais, astronomo, esploratore e botanico francese († 1900)
- 15 febbraio - George Johnstone Stoney, fisico irlandese († 1911)
- 16 febbraio - Julius Thomsen, chimico danese († 1909)
- 16 febbraio - Joseph Victor von Scheffel, scrittore e poeta tedesco († 1886)
- 18 febbraio - Lea Ahlborn, artista svedese († 1897)
- 19 febbraio - Émile Oudet, operaio francese († 1909)
- 19 febbraio - Daniel von Salis-Soglio, ingegnere e militare svizzero († 1919)
- 20 febbraio - Ivannicius, religioso russo († 1900)
- 20 febbraio - Teodoro Salzillo, patriota italiano († 1904)
- 21 febbraio - Friedrich J. Haberlandt, agronomo austro-ungarico († 1878)
- 22 febbraio - Giacinto Rossi, vescovo cattolico e teologo italiano († 1899)
- 23 febbraio - Alexander von Metz, generale austriaco († 1889)
- 24 febbraio - Emidio Coppa, nobile, agronomo e politico italiano († 1902)
- 24 febbraio - Maria Rosa Flesch, francescano tedesca († 1906)
- 24 febbraio - Theo van Lynden van Sandenburg, politico olandese († 1885)
- 25 febbraio - Giuseppe Andrea Angeloni, nobile e politico italiano († 1891)

## Marzo(31)
- 1º marzo - Giovanni Mazzucconi, missionario italiano († 1855)
- 1º marzo - Francesco Nullo, patriota e militare italiano († 1863)
- 3 marzo - Paolo Fortunato Maria De Gruttis, presbitero italiano († 1905)
- 4 marzo - Elme Marie Caro, filosofo francese († 1887)
- 5 marzo - Pasquale Atenolfi, patriota e politico italiano († 1908)
- 6 marzo - Marietta Alboni, contralto italiano († 1894)
- 6 marzo - Jean-Baptiste Cerlogne, poeta, presbitero e linguista italiano († 1910)
- 8 marzo - Johann Köler, pittore estone († 1899)
- 12 marzo - Sophie Crüwell, soprano tedesco († 1907)
- 12 marzo - Sydney Pierrepont, III conte Manvers, politico, militare e nobile inglese († 1900)
- 17 marzo - Federico de Comelli von Stuckenfeld, ingegnere e speleologo italiano († 1892)
- 17 marzo - Innocenzo Manzetti, scienziato e inventore italiano († 1877)
- 17 marzo - Oskar Peschel, geografo tedesco († 1875)
- 18 marzo - Filippo Manzoni, nobile italiano († 1868)
- 19 marzo - Henri Osti, fotografo svedese († 1914)
- 20 marzo - Ruggiero Bonghi, filologo e politico italiano († 1895)
- 20 marzo - Augustus Wollaston Franks, antiquario britannico († 1897)
- 21 marzo - Louis-Arsène Delaunay, attore e insegnante francese († 1903)
- 22 marzo - Charles-Alphonse-Paul Bellay, pittore e incisore francese († 1900)
- 23 marzo - Aloisius Ludwig Minkus, violinista e compositore austriaco († 1917)
- 24 marzo - Matilda Joslyn Gage, scrittrice, attivista e saggista statunitense († 1898)
- 25 marzo - Luigi Maria Bilio, cardinale italiano († 1884)
- 25 marzo - Wilhelmina Lagerholm, pittrice e fotografa svedese († 1917)
- 26 marzo - Carl Kellner, ottico tedesco († 1855)
- 26 marzo - Karl von Pfusterschmid-Hardtenstein, diplomatico e nobile austriaco († 1904)
- 26 marzo - Elisabetta Paolina di Sassonia-Altenburg, duchessa tedesca († 1896)
- 27 marzo - Alphonse de Polignac, matematico francese († 1863)
- 27 marzo - Achille Vertunni, pittore italiano († 1897)
- 29 marzo - Christian Almer, alpinista svizzero († 1898)
- 29 marzo - Wilhelm Liebknecht, politico e giornalista tedesco († 1900)
- 31 marzo - Ivan Fëdorovič Lichačëv, ammiraglio russo († 1907)

## Aprile(22)
- 1º aprile - Antonio Oneto, esploratore e navigatore italiano († 1885)
- 1º aprile - Paride Suzzara Verdi, patriota, giornalista e politico italiano († 1879)
- 2 aprile - Giorgio II di Sassonia-Meiningen, sovrano tedesco († 1914)
- 4 aprile - Samuel Boden, scacchista inglese († 1882)
- 4 aprile - Zénobe-Théophile Gramme, fisico e inventore belga († 1901)
- 5 aprile - Giuseppe Turrini, indologo italiano († 1899)
- 6 aprile - Gustave Moreau, pittore francese († 1898)
- 8 aprile - Casimiro Turletti, presbitero e storico italiano († 1898)
- 9 aprile - Francesco Verasis Asinari, nobile, politico e militare italiano († 1867)
- 9 aprile - Chatham Roberdeau Wheat, avventuriero statunitense († 1862)
- 12 aprile - James William Benson, orologiaio britannico († 1878)
- 13 aprile - Carmelo Patamia, medico e politico italiano († 1909)
- 13 aprile - Francisco de Cubas, architetto e politico spagnolo († 1899)
- 15 aprile - Giovanni Lepri, militare italiano († 1885)
- 15 aprile - Aristide Morichelli d'Altemps, nobile e politico italiano († 1896)
- 16 aprile - Antoine Chevrier, presbitero francese († 1879)
- 18 aprile - Andrea Gastaldi, pittore italiano († 1889)
- 20 aprile - Dinah Craik, scrittrice e poetessa inglese († 1887)
- 21 aprile - Augusto Lorenzini, funzionario e politico italiano († 1907)
- 26 aprile - Eduardo Asquerino García, drammaturgo, giornalista e politico spagnolo († 1881)
- 27 aprile - Demetrio Del Prete, politico italiano († 1908)
- 30 aprile - Julius von Ficker, giurista, storico e diplomatista tedesco († 1902)

## Maggio(33)
- 3 maggio - Elisa Bailly de Vilmorin, botanica, imprenditrice e agronoma francese († 1868)
- 3 maggio - Carlo XV di Svezia, sovrano svedese († 1872)
- 3 maggio - Vincenzo Gallo Arcuri, poeta, patriota e rivoluzionario italiano († 1873)
- 4 maggio - Frederic Edwin Church, pittore statunitense († 1900)
- 4 maggio - David Ogilvy, X conte di Airlie, nobile, politico e ufficiale scozzese († 1881)
- 5 maggio - Eugenia de Montijo, contessa († 1920)
- 5 maggio - Eleuterio Pagliano, pittore e incisore italiano († 1903)
- 6 maggio - George Elphinstone Dalrymple, esploratore, funzionario e politico australiano († 1876)
- 6 maggio - Leopold von Schrenck, zoologo, geografo e etnografo russo († 1894)
- 7 maggio - Varina Davis, first lady statunitense († 1906)
- 8 maggio - Henry Littlejohn, medico scozzese († 1914)
- 10 maggio - Leopold Edelsheim, generale austriaco († 1893)
- 13 maggio - Hermann Schlagintweit, esploratore tedesco († 1882)
- 14 maggio - Jean François Théophile Pépin, matematico francese († 1904)
- 15 maggio - Andrea Guarneri, politico italiano († 1914)
- 15 maggio - Henri Mouhot, naturalista e esploratore francese († 1861)
- 16 maggio - John Esmonde, X baronetto, politico irlandese († 1876)
- 19 maggio - Richard Henry Budden, alpinista inglese († 1895)
- 19 maggio - Francesco Sprovieri, giurista e politico italiano († 1900)
- 20 maggio - Félix-Auguste Clément, pittore francese († 1888)
- 21 maggio - Gennaro Placco, patriota e poeta italiano († 1896)
- 22 maggio - Christopher Columbus Langdell, giurista statunitense († 1906)
- 22 maggio - Gennaro Mortati, patriota e scrittore italiano († 1890)
- 23 maggio - Adile Sultan, principessa ottomana († 1899)
- 24 maggio - Marie Goegg-Pouchoulin, attivista svizzera († 1899)
- 25 maggio - Danilo I del Montenegro, principe montenegrino († 1860)
- 26 maggio - Richard Christopher Carrington, astronomo inglese († 1875)
- 26 maggio - Elizaveta Michajlovna Romanova, nobile russa († 1845)
- 27 maggio - Marie-Hélène Aarestrup, pittrice norvegese († 1919)
- 29 maggio - Léon-Benoit-Charles Thomas, cardinale e arcivescovo cattolico francese († 1894)
- 30 maggio - Armand Edward Blackmar, editore musicale e scacchista statunitense († 1888)
- 30 maggio - Ercole Lualdi, imprenditore e politico italiano († 1890)
- 31 maggio - John William De Forest, scrittore statunitense († 1906)

## Giugno(26)
- 1º giugno - Amelia Gayle, bibliotecaria statunitense († 1913)
- 1º giugno - Jane Conyngham, nobildonna inglese († 1900)
- 3 giugno - Viliam Pauliny-Tóth, patriota, poeta e saggista slovacco († 1877)
- 3 giugno - Giuseppe Ugolini, pittore italiano († 1897)
- 6 giugno - Sarah Parker Remond, attivista e medico statunitense († 1894)
- 13 giugno - William Hulme Hooper, ufficiale e esploratore inglese († 1854)
- 14 giugno - Basilio Gorga, religioso italiano († 1881)
- 14 giugno - Wilhelm Neumann, architetto tedesco († 1907)
- 15 giugno - Pietro Cotti, magistrato, avvocato e politico italiano († 1912)
- 15 giugno - Luigi Ferri, filosofo italiano († 1895)
- 16 giugno - Michele Bellucci, militare italiano († 1908)
- 16 giugno - Constantin von Ettingshausen, geologo e botanico austriaco († 1897)
- 18 giugno - Giuseppe Sagarriga Visconti, avvocato, imprenditore e politico italiano († 1897)
- 18 giugno - Edward Shippen, ammiraglio e scrittore statunitense († 1911)
- 20 giugno - Angelo Gottardi, presbitero e architetto italiano († 1911)
- 21 giugno - Frederick Hamilton-Temple-Blackwood, politico, diplomatico e scrittore britannico († 1902)
- 21 giugno - Hugo Staehle, compositore tedesco († 1848)
- 21 giugno - Angelo Zottoli, gesuita, missionario e latinista italiano († 1902)
- 22 giugno - Carlo Negrini, tenore italiano († 1866)
- 22 giugno - Nicola d'Orgemont, abate belga († 1896)
- 23 giugno - Louis Babel, religioso, linguista e geografo svizzero († 1912)
- 23 giugno - Ferdinando Mittiga, brigante italiano († 1861)
- 26 giugno - Adolf Bastian, etnologo tedesco († 1905)
- 26 giugno - Stefano Jacini, politico e economista italiano († 1891)
- 29 giugno - Charles Ernest Beulé, archeologo, politico e numismatico francese († 1874)
- 29 giugno - Alexis-Joseph Mazerolle, pittore francese († 1889)

## Luglio(20)
- 4 luglio - Stephen Foster, compositore statunitense († 1864)
- 5 luglio - Pierre Vésinier, giornalista e scrittore francese († 1902)
- 6 luglio - Giovanni Guarini, politico italiano († 1889)
- 7 luglio - Isabel Agnes Cowper, incisore e fotografa britannica († 1911)
- 8 luglio - Friedrich Chrysander, musicologo e editore musicale tedesco († 1901)
- 8 luglio - Maurizio Dufour, architetto italiano († 1897)
- 8 luglio - Alfred de Vast-Vimeux, politico, militare e nobile francese († 1888)
- 11 luglio - Franz Grashof, ingegnere tedesco († 1893)
- 13 luglio - Stanislao Cannizzaro, chimico e politico italiano († 1910)
- 16 luglio - Carlo Bertuzzi, arcivescovo cattolico italiano († 1914)
- 18 luglio - Mariano Ignacio Prado, politico peruviano († 1901)
- 21 luglio - Giovanni Oddone, avvocato e politico italiano († 1911)
- 22 luglio - Julius Stockhausen, baritono e insegnante tedesco († 1906)
- 25 luglio - Augustin Planque, missionario e presbitero francese († 1907)
- 26 luglio - Abraham Oakley Hall, politico, scrittore e avvocato statunitense († 1898)
- 27 luglio - William Perry Fogg, avventuriero statunitense († 1909)
- 27 luglio - Franz von Thun und Hohenstein, generale austriaco († 1888)
- 27 luglio - Adolf von Hansemann, imprenditore e banchiere tedesco († 1903)
- 29 luglio - Luigi Borro, scultore italiano († 1880)
- 29 luglio - Karl Mayer-Eymar, paleontologo e geologo svizzero († 1907)

## Agosto(21)
- 4 agosto - Jean Odon Debeaux, farmacista e botanico francese († 1910)
- 5 agosto - Andreas Aagesen, giurista danese († 1879)
- 6 agosto - Alfredo Baccarini, ingegnere e politico italiano († 1890)
- 6 agosto - Thomas Alexander Browne, scrittore australiano († 1915)
- 7 agosto - August Ahlqvist, poeta e filologo finlandese († 1889)
- 8 agosto - Carlo Felice Nicolis, conte di Robilant, diplomatico, generale e politico italiano († 1888)
- 10 agosto - Nicolò Coccon, organista, compositore e direttore di coro italiano († 1903)
- 11 agosto - Andrew Jackson Davis, sensitivo statunitense († 1910)
- 11 agosto - Ernst Lafite, pittore austriaco († 1885)
- 11 agosto - James Otis, politico statunitense († 1875)
- 12 agosto - Giulio Carlini, pittore e fotografo italiano († 1887)
- 12 agosto - Ambrogio Doria, politico italiano († 1912)
- 13 agosto - Domenico Beccadelli di Bologna, politico italiano († 1863)
- 14 agosto - José Joaquín Álvarez de Toledo, XVIII duca di Medina Sidonia, politico spagnolo († 1900)
- 18 agosto - Gaetano Gravina di Santa Elisabetta, politico italiano († 1900)
- 21 agosto - Karl Gegenbaur, anatomista tedesco († 1903)
- 21 agosto - Giuseppe Tozzoli, politico italiano († 1881)
- 25 agosto - Pietro Minneci, patriota e scrittore italiano († 1873)
- 26 agosto - Alessandra di Baviera, nobile tedesca († 1875)
- 28 agosto - Michail Matveevič Stasjulevič, storico e giornalista russo († 1911)
- 29 agosto - Émile Lévy, pittore e illustratore francese († 1890)

## Settembre(22)
- 1º settembre - Alfred Ely Beach, inventore e editore statunitense († 1896)
- 3 settembre - Alberto Pasini, pittore italiano († 1899)
- 7 settembre - Armand David, missionario, zoologo e botanico francese († 1900)
- 8 settembre - Demetrio Diamilla, numismatico, agente segreto e astronomo italiano († 1908)
- 8 settembre - Disma Fumagalli, compositore e musicista italiano († 1893)
- 8 settembre - Mario Tiberini, tenore italiano († 1880)
- 9 settembre - Federico I di Baden, sovrano tedesco († 1907)
- 10 settembre - Cesare Donati, scrittore e giornalista italiano († 1913)
- 11 settembre - George Hewston, politico statunitense († 1891)
- 13 settembre - Anthony Joseph Drexel, imprenditore e banchiere statunitense († 1893)
- 16 settembre - Teresa di Gesù Bacq, religiosa francese († 1896)
- 16 settembre - Ernesto I di Sassonia-Altenburg, duca († 1908)
- 16 settembre - William Neville, I marchese di Abergavenny, nobile e ufficiale inglese († 1915)
- 17 settembre - Bernhard Riemann, matematico e fisico tedesco († 1866)
- 18 settembre - Celia Burleigh, scrittrice, attivista e religiosa statunitense († 1875)
- 21 settembre - Gilberto Govi, fisico, politico e patriota italiano († 1889)
- 21 settembre - Gustave Moynier, giurista svizzero († 1910)
- 24 settembre - George Price Boyce, pittore inglese († 1897)
- 25 settembre - Henri Gourdon de Genouillac, storico francese († 1898)
- 27 settembre - Alexandre Defaux, pittore francese († 1900)
- 27 settembre - Guglielmo Privato, attore e baritono italiano († 1901)
- 30 settembre - Gaetano Aloisi Masella, cardinale italiano († 1902)

## Ottobre(29)
- 1º ottobre - Karl Theodor von Piloty, pittore tedesco († 1886)
- 2 ottobre - Federico Maldarelli, pittore e scultore italiano († 1893)
- 2 ottobre - Wilhelm Ritter von Flattich, architetto austriaco († 1900)
- 2 ottobre - Gustav Heinrich Wiedemann, fisico tedesco († 1899)
- 3 ottobre - Luigi Ferrari, militare e politico italiano († 1895)
- 4 ottobre - Augusta di Württemberg, nobile tedesca († 1898)
- 8 ottobre - Emily Blackwell, medico e educatrice statunitense († 1910)
- 9 ottobre - José Morgades y Gili, vescovo cattolico spagnolo († 1901)
- 9 ottobre - Pietro Pedranzini, patriota italiano († 1903)
- 11 ottobre - Elizaveta Aleksandrovna Barjatinskaja, nobildonna russa († 1902)
- 14 ottobre - Georges Mathias, compositore, pianista e insegnante francese († 1910)
- 15 ottobre - Giovanni Costa, pittore, militare e politico italiano († 1903)
- 15 ottobre - Francesco Riso, patriota italiano († 1860)
- 18 ottobre - Niccolò Barozzi, storico e patriota italiano († 1906)
- 18 ottobre - Francesco De Maestri, militare italiano († 1867)
- 18 ottobre - James Nicholas Douglass, ingegnere britannico († 1898)
- 19 ottobre - Colomba Antonietti, patriota italiana († 1849)
- 19 ottobre - Luigi di Nocera, nobile, banchiere e imprenditore italiano († 1902)
- 20 ottobre - Christian Wilhelm Blomstrand, mineralogista e chimico svedese († 1897)
- 21 ottobre - Carlo Corsi, generale, scrittore e storico italiano († 1905)
- 21 ottobre - Filippo Zamboni, poeta e scrittore italiano († 1910)
- 22 ottobre - Pietro Amat di San Filippo, geografo, storico e bibliografo italiano († 1895)
- 22 ottobre - Guglielmo Quarenghi, compositore e violoncellista italiano († 1882)
- 23 ottobre - Honoré Daumet, architetto francese († 1911)
- 24 ottobre - Léopold Victor Delisle, bibliotecario, storico e diplomatista francese († 1910)
- 26 ottobre - Timoteo Bertelli, presbitero e matematico italiano († 1905)
- 26 ottobre - James C. Brewster, religioso statunitense († 1909)
- 26 ottobre - Giuseppe Zanardelli, patriota e politico italiano († 1903)
- 30 ottobre - Manfredo Camperio, politico, geografo e patriota italiano († 1899)

## Novembre(21)
- 1º novembre - Luigi Caracciolo, politico e militare italiano († 1889)
- 1º novembre - Isidoro Santos Lozano Sirgo, pittore spagnolo († 1895)
- 4 novembre - Charles Hugo, scrittore e giornalista francese († 1871)
- 8 novembre - Giulio Cesare Luciani, patriota e letterato italiano († 1914)
- 10 novembre - Antonio Selmi, chimico italiano († 1904)
- 11 novembre - Gabriele Luigi Pecile, agronomo e politico italiano († 1902)
- 12 novembre - Fanny Sadowski, attrice teatrale e impresaria teatrale italiana († 1906)
- 12 novembre - Alejandro Tapia y Rivera, poeta portoricano († 1882)
- 13 novembre - Antonio Castagnaro, missionario italiano († 1854)
- 13 novembre - Joseph Hommebon Richaud, generale francese
- 14 novembre - Giuseppe Cotta Ramusino, politico e funzionario italiano († 1876)
- 14 novembre - John Jeffrey, botanico scozzese († 1854)
- 16 novembre - Maria Velotti, religiosa italiana († 1886)
- 19 novembre - William Crowninshield Endicott, politico statunitense († 1900)
- 20 novembre - Alessandro Ademollo, scrittore italiano († 1891)
- 21 novembre - Clemente Corte, patriota e politico italiano († 1895)
- 22 novembre - Enrico Guastalla, patriota italiano († 1903)
- 24 novembre - Carlo Collodi, scrittore e giornalista italiano († 1890)
- 25 novembre - Carlo Nocella, cardinale italiano († 1908)
- 26 novembre - Juan Pablo Rojas Paúl, politico venezuelano († 1905)
- 26 novembre - Angelo Vescovali, ingegnere italiano († 1895)

## Dicembre(32)
- 1º dicembre - Sereno Watson, botanico statunitense († 1892)
- 2 dicembre - Domenico Piva, generale e patriota italiano († 1907)
- 2 dicembre - Maria Soledad Torres Acosta, religiosa e infermiera spagnola († 1887)
- 3 dicembre - George B. McClellan, generale e politico statunitense († 1885)
- 6 dicembre - Charles-Amable de la Tour d'Auvergne Lauraguais, arcivescovo cattolico francese († 1879)
- 6 dicembre - Maria Tomásia Figueira Lima, attivista brasiliana († 1902)
- 6 dicembre - Matteo Ricci, politico italiano († 1896)
- 7 dicembre - Edmund G. Ross, politico e editore statunitense († 1907)
- 8 dicembre - Antonio Antognoli, viaggiatore italiano († 1868)
- 8 dicembre - Corrado Lancia di Brolo, nobile, militare e politico italiano († 1906)
- 8 dicembre - Silvestro Lega, pittore italiano († 1895)
- 8 dicembre - Friedrich Siemens, imprenditore tedesco († 1904)
- 10 dicembre - Franz Susemihl, filologo classico tedesco († 1901)
- 11 dicembre - Henry Augustus Rawes, scrittore e predicatore britannico († 1885)
- 11 dicembre - Georg Dietrich August Ritter, ingegnere e astrofisico tedesco († 1908)
- 11 dicembre - William Waddington, politico, archeologo e numismatico francese († 1894)
- 13 dicembre - Carolina Rosati, ballerina italiana († 1905)
- 15 dicembre - Wilhelm von Hanno, architetto, scultore e pittore tedesco († 1882)
- 15 dicembre - Robert Waterman, politico statunitense († 1891)
- 16 dicembre - Giovanni Battista Donati, matematico e astronomo italiano († 1873)
- 17 dicembre - Alessandro De Stefanis, militare italiano († 1849)
- 18 dicembre - Theodor von Sickel, saggista e diplomatista tedesco († 1908)
- 20 dicembre - Giuseppe Piola, politico e scrittore italiano († 1904)
- 21 dicembre - Tommaso Malagodi, patriota italiano († 1894)
- 21 dicembre - Ernst Pauer, pianista, compositore e docente austriaco († 1905)
- 22 dicembre - Giuseppe Paderi Concas, vescovo cattolico italiano († 1906)
- 24 dicembre - Natale Betti, pittore italiano († 1888)
- 26 dicembre - Carlo Ercole Bosoni, compositore e direttore d'orchestra italiano († 1887)
- 26 dicembre - Bonaventura Cipriani, patriota italiano († 1887)
- 27 dicembre - Bonaventura Gerardi, politico italiano († 1898)
- 28 dicembre - Conrad Busken Huet, scrittore e critico letterario olandese († 1886)
- 31 dicembre - Stepanos Bedros X Azarian († 1899)

## Senza giorno specificato(42)
- Eugène Accard, pittore francese († 1888)
- Émile Acollas, giurista e politico francese († 1891)
- Aleksandr Nikolaevič Afanas'ev, scrittore russo († 1871)
- Ahmed Hamdi Pascià, politico ottomano († 1885)
- Piede Grosso, nativo americano († 1890)
- Michele Amatore, militare sudanese († 1883)
- August Anschütz, giurista tedesco († 1874)
- Johann von Appel, militare e politico austriaco († 1906)
- Giulio Arienta, pittore italiano († 1900)
- Bogoboj Atanacković, scrittore serbo († 1858)
- Francesco Baglietto, medico e botanico italiano († 1916)
- Charles Bargue, pittore e litografo francese († 1883)
- Caroline Becker, fotografa finlandese († 1881)
- Joseph René Bellot, esploratore francese († 1853)
- Giuseppe Maria Bonomi, avvocato e storico italiano († 1893)
- James Clement Boswell, circense inglese († 1859)
- Nathan Coombs, esploratore statunitense († 1877)
- Benedetto Deodato, politico italiano
- Letizia Fusarini, attrice teatrale italiana († 1897)
- Gülcemal Kadin, ottomana († 1851)
- Edmund Hartnack, artigiano tedesco († 1891)
- Joseph Charles Hippolyte Crosse, zoologo francese († 1898)
- Liu Dekuan, insegnante cinese († 1911)
- Giacomo Mazza, militare austriaco († 1911)
- Mordechai Abi Serur, rabbino e esploratore marocchino († 1886)
- Angelo Mortera, criminale italiano
- Aristide Nardini Despotti Mospignotti, storico dell'architettura e bibliotecario italiano († 1903)
- Nesrin Hanim, nobile georgiana († 1853)
- Gaetano Nunziante, politico e avvocato italiano († 1908)
- Johannes Overbeck, archeologo e biografo tedesco († 1895)
- Gifford Palgrave, esploratore e diplomatico britannico († 1888)
- Giuseppe Pierotti, pittore e scultore italiano († 1884)
- Hormuzd Rassam, assiriologo e archeologo iracheno († 1910)
- Albert Réville, storico delle religioni, teologo e pastore protestante francese († 1906)
- Muhammad Sharif Pascià, politico egiziano († 1887)
- Henry John Stephen Smith, matematico britannico († 1883)
- Hiroshige II, pittore e incisore giapponese († 1869)
- Moritz Traube, fisiologo tedesco († 1894)
- Sceicco Ubeydullah, personalità religiosa ottomano († 1883)
- Leopoldina Zanetti, pittrice italiana († 1902)
- Gaetano Zuliani, patriota italiano († 1868)
- Heinrich von Maltzan, orientalista e esploratore tedesco († 1874)